# Abu Dżurajn
Abu Dżurajn (arab. أبو جرين) – wieś w Syrii, w muhafazie Aleppo, w dystrykcie Manbidż. W 2004 roku liczyła 215 mieszkańców.